# David Robert Mitchell
David Robert Mitchell est un réalisateur et scénariste américain né le 19 octobre 1974 à Clawson, dans le Michigan.

## Biographie
Après des études cinématographiques à l'université d'État de Floride, à Tallahassee, David Robert Mitchell devient monteur de bandes annonces à Los Angeles. En parallèle, il écrit des scénarios et réalise quelques courts métrages.
En 2008, il parvient à réunir le budget nécessaire pour réaliser son premier long métrage, The Myth of the American Sleepover. Le film est présenté en 2010 au festival South by Southwest, à Austin. 
Il travaille ensuite sur un film d'horreur, It Follows. Le film est présenté en avant-première mondiale le 17 mai 2014 à l'occasion de la Semaine de la critique du Festival de Cannes. En février 2015, il remporte le grand prix et le prix de la critique du Festival international du film fantastique de Gérardmer.
En 2018, il réalise Under the Silver Lake, un thriller néo-noir avec Andrew Garfield et Riley Keough dans les rôles principaux. Le film est présenté en compétition pour la Palme d'or au Festival de Cannes.
En 2020, il annonce que son prochain long-métrage sera un film de super-héros totalement original intitulé Heroes & Villains. Le film sera produit par Metro-Goldwyn-Mayer. Cependant, le projet est toujours en suspens.
En 2023, il annonce que son prochain projet sera un thriller fantastique intitulé Flowervale Street, avec Anne Hathaway et Ewan McGregor dans les rôles principaux. Dans la foulée, il annonce deux autres projets : une comédie fantastique intitulée Evergeen Pines and the Fading Summer avec Jim Carrey dans le rôle principal et une suite à It Follows intitulée They Follow pour laquelle Maika Monroe reprendrait son rôle.

## Filmographie

### Réalisateur et scénariste
- 2002 : Virgin (court-métrage)
- 2010 : The Myth of the American Sleepover
- 2014 : It Follows
- 2018 : Under the Silver Lake
- 2025 : Flowervale Street

## Récompenses
- Festival du cinéma américain de Deauville 2014 : Prix de la critique internationale pour It Follows[3]
- Festival international du film fantastique de Gérardmer 2015 : Grand Prix et prix de la critique pour It Follows[4]